# Discospermum whitfordii
Discospermum whitfordii là một loài thực vật có hoa trong họ Thiến thảo. Loài này được (Elmer) S.J.Ali & Robbr. mô tả khoa học đầu tiên năm 1991.